# Pseudapis pandeana
Pseudapis pandeana är en biart som först beskrevs av Embrik Strand 1914.  Pseudapis pandeana ingår i släktet Pseudapis och familjen vägbin. Inga underarter finns listade i Catalogue of Life.